# Acoràcies
Les acoràcies (Acoraceae) són una família de plantes amb flor, monocotiledònies, que estan dins l'ordre dels acorals. Fins fa ben poc es classificava dins la família de les aràcies.
Pròpia d'Amèrica del Nord i Àsia, es naturalitza a Europa durant l'edat mitjana. Es coneixen varietats diploides i tetraploides, i també de triploides d'origen híbrid entre aquestes que, en ser no fèrtils es reprodueixen exclusivament per rizomes.
Les acoràcies són herbes perennes, hemicriptòfites o geòfites amb els brots que sobreviuen a l'hivern que es troben en la superfície del terra o sota terra. Prefereixen les zones humides i pantanoses. Les flors formen una inflorescència que envolta a una tija engrandida o espàdix.

## Filogènia
Les acoràcies comparteixen amb la família de les aràcies que tenen inflorescència en espàdix i espata, però estan clarament separades basant-se en les anàlisis de morfologia i sequenciació d'ADN. Aquesta família també difereix de les aràcies en què té fulles unifacials ensiformes, cèl·lules amb olis essencials i en què no té rafidis.

## Taxonomia
Malgrat la confusió que existeix en molt llibres de text així com en pàgines web, actualment es considera que hi ha un sol gènere (Acorus) i 6 espècies dins aquesta família:
- Acorus americanus (Raf.) Raf. - Càlam americà (sovint reconegut com A. calamus var. americanus); espècie diploide 2n = 24) fèrtil distribuïda per Alaska, Canadà i el nord dels Estats Units. Les espècies diploides de Sibèria i zones temperades d'Àsia també ho poden ser, però calen més estudis biositemàtics al respecte. Recentment ha estat reconeguda en la Flora de nord-america.
- Acorus calamus L. - Càlam; triploide (3n = 36) estèril; probablement cultivat. Sembla ser nadiu d'Europa, la part temperada de l'Índia i l'Himàlaia, i força cultivat i naturalitzat en molts països.
- Acorus gramineus Sol. ex Aiton - Càlam japonès; espècie diploide (2n = 18) fèrtil; distribuïda des de l'Himàlaia fins al Japó, Myanmar, Tailàndia i Filipines.
- Acorus triqueter Turcz. ex Schott (sinònim d'A. calamus var. angustatus) - espècie tetraploide (4n = 48) fèrtil; del sud-est d'Àsia, Japó i Taiwan.
- Acorus latifolius Z.Y.Zhu - de la Xina
- Acorus xiangyeus Z.Y.Zhu - de la Xina

## Fitoquímica
Les espècies triploides i tetraploides del gènere Acorus contenen asarona, però les diploides pràcticament no en tenen. L'asarona sembla un precursor en la síntesi de la substància psicoactiva fenetilamina o TMA-2. Aquesta substància no és activa fins a dosis de 70 mg.

## Legislació
Des de 1968 és prohibit el càlam i els productes obtinguts de càlam (com el seu oli) com additius alimentaris als Estats Units i segons la Food and Drug Administration tampoc pot ser usat com a fàrmac.

## Importància econòmica
Les fulles i rels de les espècies d'Acorus (especialment el càlam), s'han utilitzat com medicinals per l'asarona que contenen; els olis essencials aromàtics s'han aprofitat també com a perfum i planta saboritzant, per exemple en licors, a més de com insecticida.